# Igreja de Nossa Senhora da Esperança (Entradas)
A Igreja de Nossa Senhora da Esperança, igualmente conhecida como Capela do Bispo de Entradas, é um monumento religioso na vila de Entradas, no município de Castro Verde, em Portugal.

## Descrição
A igreja tem acesso pela Avenida de Nossa Senhora da Esperança, na zona meridional da vila de Entradas. Está situada numa posição de destaque na avenida, sendo considerada como um importante monumento do concelho de Castro Verde. Tem uma grande importância do ponto de vista espiritual, não só para a população da vila de Entradas mas também como centro de peregrinação.
O edifício, de linhas simples, segue principalmente o estilo estilo maneirista no corpo, enquanto que a capela-mor enquadra-se no estilo manuelino. Esta última tem uma forma aproximadamente cúbica, com a fachada posterior suportada por grandes contrafortes, encimados por pináculos cónicos. A fachada principal é rasgada por um portal sóbrio, de verga, no estilo clássico, rematado por um frontão com volutas, onde está um brasão de armas e a data de fundação da igreja.
O edifício possui uma só nave com capela-mor, ambas cobertas por abóbadas, sendo a da capela-mor em adobe, e com um lanternim para iluminação. A abóbada da nave é de de berço, com uma cornija. No interior, destacam-se as pinturas murais quinhentistas, com elementos decorativos e representações de Santo Amaro, São Sebastião, São Lourenço, Santa Luzia e São Brás. O altar-mor, no estilo barroco, está forrado com talha dourada, com figuras de pelicanos, e tem três nichos enquadrados por colunas salomónicas, com três imagens de Santa Maria. O retábulo é encimado por um Mistério da Santíssima Trindade.

## História
A igreja foi criada a partir da expansão de um edifício mais antigo, que provavelmente corresponde ao elemento da capela-mor. Assim, a data indicada para a sua fundação, em 1575, terá sido relativa à construção do corpo da nave, tendo a parte que já existia sido reconvertida para a função de capela-mor. As obras terão sido patrocinadas pelo Bispo de Cabo Verde, D. Bartolomeu Leitão, que nasceu em Entradas, motivo pelo qual o imóvel também é conhecido como Capela do Bispo de Entradas. Foi classificada como Imóvel de Interesse Público pelo Decreto n.º 45/93, de 30 de Novembro.
Em 9 de Março de 2009 iniciou-se um programa de restauro na igreja, que incidiram sobre o altar de talha dourada e o arco triunfal da Capela, elementos que apresentavam problemas de conservação devido aos efeitos da humidade, elevadas temperaturas e infiltrações de água. Esta intervenção foi organizada pela Fábrica da Igreja Paroquial de Entradas, em colaboração com a Câmara Municipal de Castro Verde e a Junta de Freguesia de Entradas, e custou mais de quinze mil Euros. Devido à falta de capacidade financeira da Fábrica e à inexistência de apoios por parte do governo central, estas obras foram comparticipadas pela autarquia em cerca de dez mil Euros, tendo o restante valor sido angariado através de donativos. O restauro da igreja inseriu-se num programa municipal para a requalificação urbana da vila de Entradas, que também incluiu a remodelação da área envolvente à Igreja Matriz e o reaproveitamento do antigo hospital para uma biblioteca.
Em 2018, foi organizado um concerto na igreja, no âmbito do festival Endrudanças. Em Maio de 2020, a Câmara Municipal de Castro Verde assinou um acordo com a Fábrica da Igreja Paroquial de Castro Verde, para a realização de obras de restauro nos monumentos religiosos do concelho, incluindo na Ermida de Nossa Senhora da Esperança. Em 30 de Março de 2021, a directora regional de Cultura do Alentejo, Ana Paula Amendoeira, esteve no concelho de Castro Verde, no âmbito do programa para a reabilitação do património religioso, tendo um dos monumentos visitados sido a Ermida de Nossa Senhora da Esperança. Também nesse ano, a autarquia deu um apoio financeiro de seis mil euros à paróquia, no sentido de permitir a realização de obras de restauro na igreja, que incluíram a limpeza do telhado e a pintura dos exteriores.